# Старченко, Роман Леонидович
Рома́н Леони́дович Ста́рченко (род. 12 мая 1986, Усть-Каменогорск) — казахстанский хоккеист, нападающий «Барыса» и сборной Казахстана. Входит в топ лидеров по сыгранным матчам в истории КХЛ и топ-10 лидеров по заброшенным шайбам. Занимает первое место по числу матчей за сборную Казахстан. Лучший бомбардир в истории сборной Казахстана.

## Карьера
Воспитанник усть-каменогорского хоккея впервые появился в составе «Барыса» в сезоне 2003/04, когда астанинский клуб выступал в чемпионате Казахстана и являлся базовым для юношеской сборной Казахстана.
В сезоне 2011/12 забил самый быстрый гол в КХЛ в матче «Амур» — «Барыс» в Хабаровске на 8-й секунде первого периода. Позже рекорд превзошёл Александр Радулов из «Салавата Юлаева» (6-я секунда), а затем в декабре 2017 года защитник «Локомотива» Александр Елесин — 5-я секунда.
Бронзовый призёр зимней Универсиады 2007 года. Бронзовый призёр Континентального Кубка 2008 года. Чемпион зимних Азиатских игр 2011 года.
В 2013 году признан лучшим хоккеистом года в Казахстане. В сезоне 2012/13, выходя на лёд в ударном звене столичного клуба, Старченко забросил 14 шайб в 47 матчах чемпионата КХЛ, а с национальной сборной пробился в ТОП-дивизион, войдя в символическую сборную чемпионата мира (дивизион 1A) в Будапеште, где стал лучшим бомбардиром турнира — 7 (5+2) очков в пяти играх.
Был признан самым ценным игроком турнира первого дивизиона ЧМ-2015 в Эйндховене (Нидерланды).
В 2018 году на чемпионате мира в Будапеште (1-й дивизион) стал лучшим бомбардиром турнира (6+2), оформив покер в последнем матче со сборной Польши, но команда повторно не смогла вернуться в ТОП-дивизион.
Летом 2021 года признан лучшим хоккеистом Казахстана в сезоне 2020/21.
В июне 2022 года спустя 14 сезонов Старченко покинул «Барыс», где он был капитаном команды. За клуб он провёл 740 матчей в регулярных чемпионатах и плей-офф, забросив 200 шайб и сделав 177 голевых передач — став вторым снайпером и бомбардиром в истории клуба.
18 июля 2022 года заключил однолетний контракт с московским «Спартаком», впервые сменив клуб за время выступлений в КХЛ. Позднее в интервью официальному сайту КХЛ он рассказал, что покинул «Барыс», так как не смог договориться с руководством клуба по условиям контракта. В сезоне 2022/23 провёл 52 матча и набрал 15 (7+8) очков. 1 июля 2023 года вернулся в «Барыс», заключив контракт на один год.
20 февраля 2025 года забросил шайбу в ворота «Северстали» (2:6). Это был первый гол Старченко в сезоне 2024/25. Он стал для него 200-м в регулярных сезонах КХЛ (8-й хоккеист в истории, достигший этой отметки) и одновременно 400-м очком в КХЛ (13-й хоккеист в истории, достигший этой отметки).
В течение карьеры Старченко четырежды принимал участие в олимпийских квалификационных турнирах, однако ему так и не удалось реализовать свою мечту и сыграть за сборную Казахстана на Олимпийских играх.

## Статистика
| Легенда | Легенда                    | Легенда | Легенда                   | Легенда | Легенда    |
| ------- | -------------------------- | ------- | ------------------------- | ------- | ---------- |
| И       | Количество проведённых игр | Штр     | Штрафное время            | +/−     | Плюс-минус |
| Г       | Голы                       | П       | Голевые передачи          | О       | Очки       |
| -       | Статистика неизвестна      | —       | Статистика не учитывалась |         |            |

## Достижения

### Командные
Казахстан
| Год        | Команда         | Достижение                              |
| ---------- | --------------- | --------------------------------------- |
| 2005, 2007 | Казцинк-Торпедо | Чемпион Казахстана (2)                  |
| 2006       | Казцинк-Торпедо | Серебряный призёр чемпионата Казахстана |

Международные
| Год        | Команда           | Достижение                                                |
| ---------- | ----------------- | --------------------------------------------------------- |
| 2007       | Казахстан (студ.) | Бронзовый призёр Универсиады                              |
| 2009, 2011 | Казахстан         | Победитель Первого дивизиона чемпионата мира (2)          |
| 2011       | Казахстан         | Чемпион Азиатских игр                                     |
| 2013, 2015 | Казахстан         | Победитель группы A Первого дивизиона чемпионата мира (2) |

### Личные
Международные
| Год              | Команда          | Достижение                                                                                       |
| ---------------- | ---------------- | ------------------------------------------------------------------------------------------------ |
| 2005             | Казахстан (мол.) | Лучший снайпер Первого дивизиона молодёжного чемпионата мира (группа А)                          |
| 2013, 2015, 2018 | Казахстан        | Лучший бомбардир группы A Первого дивизиона чемпионата мира (3)                                  |
| 2015             | Казахстан        | Лучший нападающий группы A Первого дивизиона чемпионата мира                                     |
| 2015             | Казахстан        | Попадание в Сборную всех звёзд группы A Первого дивизиона чемпионата мира                        |
| 2015             | Казахстан        | MVP группы A Первого дивизиона чемпионата мира                                                   |
| 2018             | Казахстан        | Лучший снайпер (6 голов) и лучший бомбардир (8 очков) группы A Первого дивизиона чемпионата мира |
| 2018             | Казахстан        | Попадание в Сборную всех звёзд группы A Первого дивизиона чемпионата мира                        |

Клубные
| Год  | Команда | Достижение     |
| ---- | ------- | -------------- |
| 2019 | Барыс   | Матч звёзд КХЛ |